# 이수잔
이수잔은 2013년 대한민국 미스코리아 미국 로스 앤젤레스 선(善) 출신이다.

## 이력

### 주요 경력
- 2013年度 미스 코리아 미국 로스 앤젤레스 선(善).

### 학력
- 미국 오벌린 대학교 피아노학과 학사